# Lille Lyngstilla
Lille Lyngstilla ou Litla Lyngstilla est une île norvégienne du comté de Hordaland appartenant administrativement à Bømlo.

## Description
Rocheuse et désertique, elle s'étend sur environ 211 m de longueur pour une largeur approximative de 125 m.